# Anthony Carey Lewis
Anthony Carey Lewis   (Bermudes, 2 de març de 1915 - 5 de juny de 1983) Sir Anthony Carey Lewis, va ser un musicòleg, director d'orquestra, compositor i pedagog musical anglès. Va ser cofundador i primer editor en cap de Musica Britannica, produint edicions acadèmiques de la música britànica fins ara no disponibles. Va publicar edicions crítiques d'òperes de Händel, Purcell i John Blow.
Després de treballar al departament de música de la BBC, Lewis es va convertir en professor de música a la Universitat de Birmingham (1947–68) i va ser director de la Royal Academy of Music de Londres (1968–82).
Com a director d'orquestra, Lewis va tenir un paper en el renaixement de la música barroca de mitjans del segle XX dirigint representacions de diversos revivals d'òpera de Händel i realitzant enregistraments d'estrena comercial d'obres dels segles XVII i XVIII.

## Vida i carrera
Primers anys

Lewis va néixer a les Bermudes, el més petit dels tres fills, tots nois, del major Leonard Carey Lewis (1880–1952) i de la seva dona, Katherine Barbara, de soltera Sutton (1884–1965).[1] Hi havia una tradició militar a banda i banda de la família, que el jove Lewis no va seguir: el seu talent musical es va fer evident des dels seus primers anys i va ser enviat a l'escola coral de la catedral de Salisbury, i als vuit anys es va convertir en corista a Capella de Sant Jordi, Windsor. Als 13 anys, Lewis va assistir a la Royal Academy of Music (RAM), Londres, estudiant composició amb William Alwyn. Va guanyar una beca al Wellington College, des d'on, el 1932, va anar a Peterhouse, Cambridge. Allà, segons The Times, va ser "un dels més brillants de la seva generació que va passar sota la influència d'E. J. Dent". Una beca li va permetre passar uns mesos estudiant a París amb Nadia Boulanger el 1934. Es va graduar l'any següent com a BA i MusB.
BBC, temps de guerra i postguerra

Al setembre de 1935 Lewis es va unir al personal de música de la BBC sota el director de música de la corporació, Adrian Boult.[1] Va produir una sèrie de programes ben rebuda, Händel a Roma, i es va fer càrrec de la sèrie educativa pionera, "The Foundations of Music", per a la qual de vegades va dirigir o tocar l'orgue a més de produir. Sovint es va centrar en la música de Purcell i de compositors anteriors com Byrd, la música del qual llavors era poc coneguda. Lewis més tard va assumir la responsabilitat de tota la música de cambra transmesa. Als concerts del "Henry Wood Promenade", la seva obertura coral, que consisteix en vocalitzar per a un cor no acompanyat de vuit parts, es va estrenar el 1938.

Durant la Segona Guerra Mundial, Lewis es va unir al "Royal Army Ordnance Corps", servint a l'Orient Mitjà. A més de les seves funcions oficials, va ajudar a organitzar i dirigir concerts per a les tropes. Després de la guerra, Lewis va tornar a la BBC el 1946. El seu encàrrec era planificar i fer-se càrrec de la música del nou Tercer Programa. The Times va comentar:
| « | "Els seus famosos estàndards musicals alts es van deure substancialment a la combinació de Lewis de curiositat acadèmica i minuciosa eficiència". | » |

Birmingham i Musica Britannica

El 1947, als 32 anys, Lewis es va incorporar a la facultat de la Universitat de Birmingham com a "Peyton and Barber Professor of Music", càrrec que va ocupar durant 21 anys. A "The Musical Times", el seu antic alumne i posterior col·lega Nigel Fortune va assenyalar que, a més de "desenvolupar un departament acadèmicament fèrtil", Lewis va dirigir "una àmplia gamma de música en concerts professionals i amb forces universitàries", en obres modernes exigents com Les noces i Cantata profana.
A Birmingham, Lewis va continuar els seus esforços per reviure la música barroca. En les actuacions en directe va establir estàndards alts per a les interpretacions d'obres corals i escèniques. "The Musical Times" va elogiar els seus enregistraments pioners d'obres poc conegudes com Vespro della Beata Vergine de Monteverdi i The Fairy-Queen and King Arthur de Purcell, que la revista considera que marcaven nous estàndards. Lewis va ser un dels primers defensors del renaixement de les òperes de Händel, que durant 200 anys s'havien considerat generalment inescenificables.

Durant els seus primers anys com a professor a Birmingham, Lewis es va acostar a la "Royal Musical Association" amb una proposta de llançar una edició nacional de música britànica, posant a disposició edicions acadèmiques de partitures que d'altra manera no s'havien publicat. Va sostenir:
| « | "en determinats camps i en determinades èpoques, Anglaterra ha ocupat un lloc central, i no només marginal o subsidiari, en la història musical europea. Però no podem esperar que la música anglesa sigui vista des de la seva veritable perspectiva o que es concedeixi el seu estatus legítim si permetem que persisteixin les enormes llacunes actuals de les edicions impreses modernes." | » |

La proposta va ser acceptada i va donar lloc a la creació de Musica Britannica el 1951. Lewis va ser el seu editor general, assistit per Thurston Dart. En els seus primers 20 anys, l'empresa va produir més de 30 volums.
El 1954 Lewis va ser nomenat president del comitè assessor de música del Consell de les Arts de Gran Bretanya, ocupant el càrrec fins al 1965. Mentre estava a Birmingham, Lewis es va casar amb Lesley Lisle Smith (n. 1924) el 10 de setembre de 1959. No hi havia fills.

## Royal Academy of Music
L'any 1968 Lewis va ser nomenat director de la RAM després de la jubilació de Sir Thomas Armstrong. El seu biògraf Michael Pope observa que l'equilibri entre el treball acadèmic i artístic que va caracteritzar la vida de Lewis estava ara desviat de l'erudició pura: "durant els següents catorze anys va presidir molts desenvolupaments importants en una institució on l'èmfasi estava en la interpretació i la composició". Ell estava preocupat per una escissió percebuda en la professió musical entre musicòlegs i intèrprets, i va sostenir que "cadascú hauria de buscar ajuda en l'altre, perquè entre ells podrien permetre un gran avenç en la interpretació de la música". El Times va considerar que el càrrec s'adaptava bé als talents de Lewis, i que va omplir de distinció. Durant el seu mandat l'acadèmia va construir el seu propi teatre, amb unes 300 places, al costat de l'edifici principal. Es va estrenar el 1977 amb un triple projecte operístic de Purcell, Gardner i Sullivan, en el qual Lewis va compartir la direcció amb Steuart Bedford.
Lewis va ser president de la "Royal Musical Association" de 1963 a 1969; membre del comitè de música del British Council, 1967–73; i director de l'Òpera Nacional Anglesa entre 1974 i 1978.
Lewis va ser nomenat CBE el 1967 i va ser nomenat cavaller el 1972. Va ser guardonat amb un DMus honorari per la Universitat de Birmingham el 1970, i va tenir membres honoraris o beques del Trinity College of Music (1948), la Royal Academy of Music (1960), el Guildhall School of Music and Drama (1969), el Royal College of Music (1971), el Royal Northern College of Music (1974) i la Royal Scottish Academy of Music and Drama (1980).
El 1982 Lewis es va retirar de la RAM. Va morir a la seva casa d'Haslemere l'any següent, a l'edat de 68 anys. En el seu honor, la RAM va establir el premi commemoratiu Sir Anthony Lewis per a intèrprets estudiants utilitzant el repertori de Musica Britannica.

## Obres
Composicions

A la seva entrada de Who's Who, Lewis va seleccionar vuit de les seves obres com a menció: Psalm 86 (1935), A Choral Overture (1937), City Dances per a orquestra (1944), Trumpet Concerto (1947), Three Invocations (1949), A Tribute of Praise (1951), Concert per trompa (1956) i Canzona per a orquestra – Homenatge a Purcell (1959).
Edicions

Treballant amb col·laboradors com Dart, Fortune, Charles Mackerras i Watkins Shaw, o, més sovint, pel seu compte, Lewis va ser responsable de les edicions acadèmiques de partitures dels segles XVII i XVIII, com ara Apollo e Dafne, Athalia i Semele de Händel, John Blow, Venus and Adonis, i moltes obres de Purcell, com La reina de les fades i quatre volums de música sacra.

## Enregistraments
Lewis estava particularment associat amb el segell discogràfic L'Oiseau-Lyre, especialitzat en música dels segles XVII i XVIII. Per a ells i per a altres va realitzar enregistraments de Dido and Eneas i The Fairy-Queen de Purcell, Venus i Adonis de Blow, Semele de Händel, Sosarme, Vespres de Monteverdi, Hippolyte et Aricie de Rameau, i diversos conjunts de fragments operístics i música orquestral i coral dels segles XVII i XVIII -centuries.